# Forn de la Concepció
El Forn de la Concepció és un antiga fleca d'estil modernista, catalogada com a bé cultural d'interès local, al número 74 del carrer de Girona, al barri de la Dreta de l'Eixample de Barcelona. Va ser dissenyat al voltant del 1900 per Josep Suñer. Aquest forn és considerat com una de les proves que el modernisme no va ser només un símbol del poder adquisitiu de la burgesia. La vida quotidiana es va veure impregnada d'aquest estil. Actualment el forn ha estat restaurat, tot i que ja no en fa la funció.
El forn és a la planta baixa d'un edifici dels definits com «d'arquitectura de replè», construït el 1862 i, tot i haver patit nombroses modificacions i ampliacions, es conserva l'antiga botiga d'època modernista. El revestiment exterior, format per plafons de vidre emmarcats amb fusta i pintats amb temes paisatgístics i anunciadors de l'activitat que s'hi desenvolupava, es complementa amb l'espai interior, que encara conserva alguns dels seus elements originals, com ara rajoles, el taulell de fusta treballada, etc.
També cal destacar el treball de la fusta exterior, amb corbes i volutes, que reprodueixen elements vegetals, així com el frontal del taulell, amb decoracions que recorden solucions de l'escola de Glasgow. S'hi poden apreciar paisatges, amb un cranc i un lleó, que representen Castella i Lleó.
Tot i que hi ha referències que semblen indicar que l'any 1897 es va inaugurar un forn en aquest edifici, les característiques formals de la decoració de la botiga, tant interior com exterior, semblen indicar es va construir més tard. En qualsevol cas, no s'han trobat notícies històriques relatives a la botiga.